# Кортијев орган
Кортијев орган (кат. Оrganum spirale Corti) је сензорни део слушног органа (чула слуха), који је смештен на унутрашњем делу (лат. pars tecta ili arcuata) базиларне мембране, у издвојеном делу тремног степеништа, названог средишња скала (лат. skala media ili ductus cochlearis. Кортијев орган смештен је целом дужином, али не и ширином базиларне мембране. 

## Грађа
Сложена структура Кортијевог органа настала је диференцијацијом горњег епителног слоја базиларне мембране који је ектодермалног порекла. С обзиром на његову грађу, он представља неуроепителни део на зиду опнастог пужа, који је оспособљен за пријем акустичких надражаја, исто као што су неуроепителне статичке мрље утрикулуса и сакулуса и неуроепителни ампуларни гребен на зиду полукружних канала оспособљени за пријем статичких чулних надражаја.
Кортијев орган се састоји од:
1. Једног реда унутрашњих трепљастих ћелија
2. Три реда спољашњих трепљастих ћелија
У овом делу постоји преко 12.000 спољашњих трепљастих ћелија и око 3.500 унутрашњих трепљастих ћелија. 
Алтернативно, постоји и додатни спољашњи четврти ред трепљастих ћелија
3. Сензорецептивних ћелија
4. Неколико типова различитих потпорних ћелија
- унутрашње и спољашње пиларне ћелије
- спољашње фалангеалне ћелије
- унутрашње фалангеалне ћелије
- граничне ћелије
- Хенсенове ћелије
- Клаудијусове ћелије
- Ботчерове ћелије
- унутрашње сулкусне ћелије

| Ћелије Кортијевог органа           | Грађа |
| ---------------------------------- | --- |
| Спољашње ћелије Кортијевог органа  | - Ове ћелије су јако издужене и при бази, постепено постају округласте или срцолике при врху. - Стереоцилијарни сноп формира или формацију на врху при чему свака од ових формација садржи 3-4 реда цилија различитих дужина, које подсећајући на степенице. - У спољашњим ћелијама, посебно на врху, а мање и у средњем делу, формација се нагиње, па трећи ред бива највише наглашен, а први ред најмање. - Нагињање одговара нагињању према распореда влакана на текторијалној мембрани. |
| Унутрашње ћелије Кортијевог органа | - Ове ћелије су кратке, пехарасте. - Сензорне цилије унутрашњих трепљастих ћелија су такође у облику формације, али са знатно ширим угловима (готово правим линијама). - Стереоцилија унутрашњих трепљастих ћелија је већа од оних код спољашњих трепљастих ћелија. |

Далеко од Кортијевог органа ћелије су плочасте, ближе њему кубичне, врло близу њега цилиндричне, а у самом Кортијев органу су у облику стубова. Стубови су нагнути један према другом, тако да између њих остаје један отворен тунел троугластог облика (Кортијев тунел, лат. galeria Corti, arcus spiralis). То је тространо призматична шупљина Кортијевог органа испуњена ендолимфом. Пре поменутог тунела постоје у Кортијевом органу и два интерцелуларна простора. То су тзв. спољашњи тунел и Нуелов простор. Сви ти простори су испуњени ендолимфом.
Горњи крајеви потпорних ћелија формирају мрежу, односно плочу - лат. lamina reticularis. Кроз отворе те плоче и међу потпорне ћелије затакнуте су рецепторне, сензорне ћелије, које на врху имају кратке длачице или цилије.